# Ekkehard Fasser
Ekkehard Fasser (ur. 3 września 1952 w Glarus, zm. 8 kwietnia 2021 w Zurychu) – szwajcarski bobsleista (pilot), złoty medalista olimpijski z Calgary.
W bobslejach zaczął startować pod koniec lat 70. Dwa razy brał udział w igrzyskach (IO 84, IO 88), za każdym razem w czwórkach. W 1984 był czwarty, cztery lata później prowadzony przez niego bob nie miał sobie równych. W 1983 został mistrzem świata.